# 布塞托
布塞托（義大利語：Busseto），是意大利帕尔马省的一个市镇。总面积76平方公里，人口6978人，人口密度91.8人/平方公里（2009年）。ISTAT代码为034007。